# Oxidare organică
Oxidarea organică diferă de cea din domeniul chimiei anorganice și aceasta deoarece nu are loc transferul propriu-zis de electroni.
Oxidarea speciilor chimice are loc cu:
- cedare de hidrogen -reacția se numește dehidrogenare
- acceptare de oxigen-reacția se numește oxidare.

## Tipuri de reacții

### Oxidarea alcanilor
- Toți alcanii reacționează cu aerul sau  oxigenul, în urma acestor reacții rezultând produși cu diferite trepte de oxidare. Ecuația generala de oxidare totală sau a arderii este:

{\displaystyle 2C_{n}H_{2n+2}+(3n+1)O_{2}\longrightarrow 2(n+1)H_{2}O+2nCO_{2}}
Reacția este puternic exotermă cu o entalpie standard de formare ΔH=-886kJmol-1.Pentru fiecare grupare -CH2 valoarea acestei entalpii crește cu circa 650kJ;se pare că lanțurile ramificate ale alcanilor au o valoare mult mai mică față de lanțurile liniare cu același număr de atomi de carbon, fapt care se pare că explică și stabilitatea lor mult mai mare.
- Arderea incompletă a alcanilor duce la formarea de amestecuri de substanțe: etanul de exemplu dă prin oxidare un amestec de alcool metilic (CH 3-OH), C2H5-OH(etanol sau alcool etilic), CH3-CHO (aldehidă acetică) și CH3COOH (acid acetic). Metanul prin ardere incompletă dă naștere la așa numitul gaz de sinteză, o sursă importantă de sinteză pentru mulți compuși organici:

{\displaystyle CH_{4}+{\frac {1}{2}}O_{2}\longrightarrow CO+2H_{2}}
- La oxidarea alcanilor superiori are loc o rupere a moleculei cu formare de acizi carboxilici(mono)

{\displaystyle R-CH_{3}+{\frac {3}{2}}O_{2}\longrightarrow R-COOH+H_{2}O}
Reacția are loc prin încălzire la 1000C, în prezența de stearat de zinc, sau a permanganatului de potasiu.

### Oxidarea alchenelor
- Alchenele suferă o reacție de oxidare în mediu puternic acid în prezență de acid sulfuric și de bicromat de potasiu sau permanganat de potasiu.

{\displaystyle +5[O]\longrightarrow R-COOH+CO_{2}+H_{2}O};
{\displaystyle +3[O]\longrightarrow {\begin{matrix}R-&C=O\\\quad /&\\R&\end{matrix}}+R'-COOH};
{\displaystyle +4[O]\longrightarrow R-COOH+R'-COOH};
Reacțiile prezintă importanță pentru stabilirea structurii alchenelor disubstituite(atomii de hidrogen ai carbonilor dublei legături sunt substituiți cu radicali diferiți).
- Reacția Prilejaev, o reacție de epoxidare  alchenelor  cu peracizi organici (de regulă acidul meta-cloroperbenzoic sau acidul perbenzoic), conduce la formarea de epoxizi

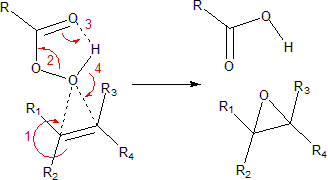
Alchena este agentul nucleofil în timp ce oxigenul este agentul electrofil

- Ozonoliza .

Reacția are loc la temperaturi scăzute, este dată de majoritatea alchenelor.

Ozonidele fomate sunt explozive, prin tratarea cu apă se transformă în aldehidă sau cetonă

### Oxidarea alchinelor
Alchinele se oxidează Arhivat în 23 noiembrie 2006, la Wayback Machine. mult mai greu decît alchenele, reacția avînd loc numai în prezența unor oxidanți foarte puternici de tipul ozonului, capabili să rupă tripla legătură:
{\displaystyle R-C\equiv C-R_{1}\ +O_{3}\longrightarrow R-COOH+R_{1}-COOH}

### Oxidarea arenelor
- Benzenul adiționează ozonul formând o triozonidă instabilă, explozivă.

Ozonida formată se descompune rapid în glioxal și apă

Benzenul se oxidează în condiții energice, catalizator pentaoxidul de vanadiu V2O5, temperaturi de 4500C.

Reacţia are un mecanism radicalic, produsul final fiind anhidrida maleică

- Omologii superiori ai benzenului se oxidează la catena laterală cu formare de acid benzoic.
- Xilenii formează acizii corespunzători

mxilenul formează prin oxidare acid izoftalic, fără utilizări industriale

Oxilenul formează acidul ftalic singurul capabil să formeze anhidrida ftalică, datorită apropierii celor 2 grupări carboxilice

Pxilenul se oxidează la acid tereftalic, un produs important pentru obţinerea fibrelor poliesterice

- Naftalina are 2 căi de oxidare: cu acidul cromic sau cu oxigen molecular/V2O5.

Nucleul naftochinonic stă la baza vitaminelor K, în timp ce anhidrida ftalică este folosită ca intermediar în numeroase sinteze chimice

- Antracenul se oxidează cu acid cromic (K2Cr2O7/H2SO4) dar și cu săruri de ceriu/acid azotic

Antrachinona (9,10 antrachinona) sintetizată pe cale industrială prin oxidarea antracenului cu pentaoxidul de vanadiu V_{2}O_{5}, constituie nucleul de bază al coloranţilor antrachinonici

- Antracenul poate adiționa oxigen formînd un fotoxid:

- Arenele polinucleare de tipul benzopirenului Arhivat în 12 noiembrie 2004, la Wayback Machine.(un poluant foarte des întîlnit),sunt transformate prin intermediul unei enzime (epoxidaza hepatică)în 7,8 dihidroxi-9,10 epoxi7,8,9,10 tetrahidrobenzopiren.

Datorită caracterului electrofilic a grupării epoxi, benzopirenoxidul se poate intercala în molecula de ADN, determinînd mutaţia codului genetic.

### Oxidarea alcoolilor
Alcooli suferă reacția de oxidare sau de dehidrogenare trecând în compuși carbonilici., sau acizi carboxilici
- Alcoolii primari se oxidează la aldehidă care poate oxidată până la acid carboxilic:

{\displaystyle R-CH_{2}-OH+[O]\longrightarrow R-CHO+[O]\longrightarrow R-COOH};
- Alcoolii secundari se transformă în cetonă:

{\displaystyle {\begin{matrix}R-&CH-OH\\\quad /&\\R'&\end{matrix}}+[O]\longrightarrow {\begin{matrix}R-&CH-O\\\quad /&\\R'&\end{matrix}}};
- Oxidarea Swern Arhivat în 18 octombrie 2006, la Wayback Machine.

Alcooli sunt oxidați la aldehide prin intermediul sulfoxizilor. 
- Oxidarea biochimică.

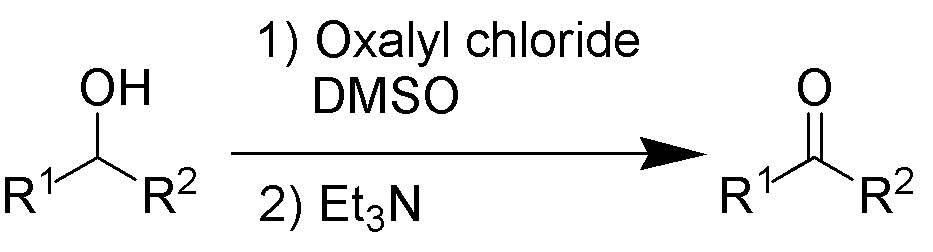
Intermediar se formează un compus cu sulf ,cu caracter electrofil

Etanolul este oxidat în organism de către alcool dehidrogenază.
{\displaystyle CH_{3}-CH_{2}-OH\longrightarrow CH_{2}O}
La acest proces participă și niște substanțe denumite coenzime sau cofactori, de tipul NAD (nicotinamidadinucleotid); acesta joacă rol de acceptor de electroni astfel că procersul poate fi exprimat astfel:
{\displaystyle CH_{3}-CH_{2}-OH+NAD^{+}\longrightarrow CH_{2}O+H^{+}+NADH}